# ضغط الوريد البابي
ضغط الوريد البابي هو ضغط الدم في الوريد البابي الكبدي، ويتراوح عادة بين 5-10 ملم زئبق. يُطلق على ارتفاع ضغط الوريد البابي مصطلح ارتفاع ضغط الوريد البابي، وله العديد من العواقب مثل الاستسقاء (تراكم السوائل في التجويف البطني) والتسمم الدماغي الكبدي.
إليك الترجمة الدقيقة والأكاديمية للنص العلمي، مع الحفاظ على المصطلحات الطبية المعتمدة دوليًا وشرح مختصر بين قوسين أو في الهامش عند الحاجة:

### ضغط الوريد الكبدي الموتَّر
يُستخدم ضغط الوريد الكبدي الموتَّر (WHVP) لتقدير ضغط الوريد البابي الكبدي، حيث يعكس هذا الضغط ليس الضغط الفعلي في الوريد البابي مباشرةً، بل الضغط في الجيوب الكبدية. يتم قياسه عن طريق إدخال قثطار (قسطرة) داخل أحد أوردة الكبد وعرقلة مساره (إغلاقه)، ثم قياس الضغط في الدم الراكد أمام القثطار، وهو ما يعكس الضغط داخل الجيوب الكبدية.
في الحقيقة، يعطي قياس WHVP قيمة أقل قليلًا من الضغط الحقيقي في الوريد البابي بسبب توازن الضغط في الجيوب الكبدية عند المرضى غير المصابين بتليف الكبد، لكن هذا الفرق غير ذي أهمية سريرية. أما في حالات تليف الكبد، فإن الاتصال بين الجيوب الكبدية يكون معطلاً مما يمنع توازن الضغط بينها، وبالتالي يصبح WHVP مقياسًا أدق وأقرب إلى ضغط الوريد البابي الفعلي.

### الفرق الضغطي الوريدي الكبدي
الفرق الضغطي الوريدي الكبدي (HVPG) هو قياس سريري للفرق بين ضغط الوريد الكبدي الموتَّر (WHVP) وضغط الوريد الكبدي الحر، وبالتالي فهو تقدير للفرق بين ضغط الوريد البابي وضغط الوريد الأجوف السفلي.
يعتبر فرق الضغط الوريدي الكبدي (HVPG) ≥ 5 ملم زئبق تعريفًا لارتفاع ضغط الدم البابي، وإذا تجاوز القياس 10 ملم زئبق فيُطلق عليه ارتفاع ضغط الدم البابي ذو الدلالة السريرية. أما إذا تجاوز القياس 12 ملم زئبق، فقد يصبح المريض عرضة لحدوث نزيف دوالي المريء.
رغم أن هذا الإجراء لا يُجرى على نطاق واسع إلا أنه يُنصح به لمراقبة استجابة مرضى أمراض الكبد المزمنة للعلاج.